# Infadels
Infadels é uma banda de indie rock da Inglaterra originária de Hackney, Londres, fundada pelo baterista Alex Bruford (filho do lendário baterista Bill Bruford) em 2003. Tem apenas um álbum lançado em 2006 pela gravadora Wall of Sound intitulado "We Are Not Infadels". Após o lançamento do primeiro álbum excursionaram pela Europa e Austrália abrindo shows para o The Prodigy, The Chemical Brothers e Faithless. No momento a banda está gravando seu segundo disco e além de alguns shows eles tem atacado de DJs com os integrantes Matthew (guitarrista e programação) e Richard (teclados) com até alguns remixes no myspace do auto proclamado Infadels DJs.

## Membros
- Bnann (vocal)
- Matt Gooderson (guitarra e programação)
- Wag Marshall-Page (baixo)
- Richie Vermin (teclados)
- Alex Bruford (bateria)

## Discografia
- 2006 - We Are Not The Infadels
- 2008 - Universe In Reverse